# U-967
O Unterseeboot 967 foi um submarino alemão que serviu durante a Kriegsmarine na Segunda Guerra Mundial.
O barco teve como segundo comandante o KrvKpt. Albrecht Brandi, recebedor da Cruz de Cavaleiro da Cruz de Ferro com Folhas de Carvalho, Espadas e Diamantes. Albrecht Brandi estava a frente do U-967 no combate em 5 de maio de 1944 quando foi torpedeado e afundado o contra-torpedeiro norte-americano USS Fechteler (DE-157) .
O U-Boot foi afundado no dia 11 de Agosto de 1944.

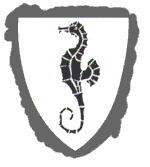
5. Unterseebootsflottille.

6. Unterseebootsflottille.

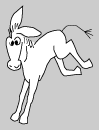
29. Unterseebootsflottille.

## Comandantes
| Oblt. Herbert Loeder       | 11 de Março de 1943 - Abril de 1944       |
| KrvKpt. Albrecht Brandi    | Abril de 1944 - 1 de Julho de 1944        |
| Oblt. Heinz-Eugen Eberbach | 2 de Julho de 1944 - 11 de Agosto de 1944 |

## Carreira

### Subordinação
| 11 de Março de 1943 - 30 de Setembro de 1943   | 5. Unterseebootsflottille  |
| 1 de Outubro de 1943 - 29 de Fevereiro de 1944 | 6. Unterseebootsflottille  |
| 1 de Março de 1944 - 11 de Agosto de 1944      | 29. Unterseebootsflottille |

### Patrulhas
|       | Comandante             | Partida               | Partida     | Chegada                 | Chegada     | Dias     | Toneladas |
| ----- | ---------------------- | --------------------- | ----------- | ----------------------- | ----------- | -------- | --------- |
|       | Oblt. Herbert Loeder   | 5 de Outubro de 1943  | Kiel        | 9 de Outubro de 1943    | Bergen      | 5 dias   |           |
| 1     | Oblt. Herbert Loeder   | 11 de Outubro de 1943 | Bergen      | 1 de Dezembro de 1943   | St. Nazaire | 52 dias  |           |
| 2     | Oblt. Herbert Loeder   | 20 de Janeiro de 1944 | St. Nazaire | 23 de Fevereiro de 1944 | Toulon      | 35 dias  |           |
| 3     | Kptlt. Albrecht Brandi | 11 de Abril de 1944   | Toulon      | 17 de Maio de 1944      | Toulon      | 37 dias  | 1,300     |
| Total | Total                  | Total                 | Total       | Total                   | Total       | 124 dias | 1 300 t   |

### Sucessos
| Data              | Comandante      | Nome da Embarcação     | Toneladas | Nacionalidade   |
| ----------------- | --------------- | ---------------------- | --------- | --------------- |
| 5 de Maio de 1944 | Albrecht Brandi | USS Fechteler (DE-157) | 1,300     | norte-americano |
| Total             | Total           | Total                  | 1 300     |                 |

## Operações conjuntas de ataque
O U-967 participou das seguinte operações de ataque combinado durante a sua carreira:
- Rudeltaktik Siegfried (25 de outubro de 1943 - 27 de outubro de 1943)
- Rudeltaktik Siegfried 1 (27 de outubro de 1943 - 30 de outubro de 1943)
- Rudeltaktik Körner (30 de outubro de 1943 - 2 de novembro de 1943)
- Rudeltaktik Tirpitz 2 (2 de novembro de 1943 - 8 de novembro de 1943)
- Rudeltaktik Eisenhart 4 (9 de novembro de 1943 - 15 de novembro de 1943)
- Rudeltaktik Schill 3 (18 de novembro de 1943 - 22 de novembro de 1943)